# Nagornoje (Kaliningrad, Gurjewsk)
Nagornoje (russisch Нагорное, deutsch Koggen) ist ein Ort in der russischen Oblast Kaliningrad. Er gehört zur kommunalen Selbstverwaltungseinheit Stadtkreis Gurjewsk im Rajon Gurjewsk.

## Geographische Lage
Nagornoje liegt zwölf Kilometer östlich der Oblasthauptstadt Kaliningrad (Königsberg) südlich der neuen Trasse der Fernstraße A 229 und nördlich des Neuen Pregel (russisch: Nowaja Pregolja) an der Kommunalstraße 27K-380, die nach Slawjanskoje (Fuchshöfen) führt. Eine Bahnanbindung existiert nicht.

## Geschichte
Das als Kuggen 1405 gegründete und bis 1946 Koggen genannte kleine Dorf war seit seinem Bestehen ein Vorwerk zu Fuchshöfen (russisch: Slawjanskoje) und mit diesem Dorf in seiner Geschichte engstens verbunden. Es gehörte bis 1939 zum Landkreis Königsberg (Preußen) und von 1939 bis 1945 zum Landkreis Samland im Regierungsbezirk Königsberg der preußischen Provinz Ostpreußen.
Infolge des Zweiten Weltkrieges kam Koggen mit dem nördlichen Ostpreußen zur Sowjetunion. Im Jahr 1950 erhielt der Ort die russische Bezeichnung Nagornoje und wurde gleichzeitig dem Dorfsowjet Nisowski selski Sowet im Rajon Gurjewsk zugeordnet. Von 2008 bis 2013 gehörte Nagornoje zur Landgemeinde Nisowskoje selskoje posselenije und seither zum Stadtkreis Gurjewsk.

## Kirche
Mit seiner überwiegend evangelischen Einwohnerschaft war Koggen bis 1945 in das Kirchspiel der Kirche Arnau (russisch: Rodniki) eingepfarrt und gehörte zum Kirchenkreis Königsberg-Land II in der Kirchenprovinz Ostpreußen der Kirche der Altpreußischen Union. Letzter deutscher Geistlicher war Pfarrer Arthur Brodowski. Heute liegt Nagornoje im Einzugsbereich der in den 1990er Jahren entstandenen evangelisch-lutherischen Auferstehungskirchengemeinde in Kaliningrad (Königsberg) innerhalb der Propstei Kaliningrad der Evangelisch-lutherischen Kirche Europäisches Russland (ELKER).